# Mikulov (Teplicei járás)
Mikulov település Csehországban, Teplicei járásban. Mikulov Hrob, Moldava, Košťany és Altenberg településekkel határos. Lakosainak száma 219 fő (2024. január 1.).

## Népesség
A település lakosságának változását az alábbi diagram mutatja:
| Lakosok száma | 531  | 576  | 612  | 271  | 136  | 150  | 238  | 249  | 219  | 219  |
|               | 1869 | 1890 | 1921 | 1950 | 1980 | 2001 | 2017 | 2019 | 2022 | 2024 |